# طريق اجتنابي

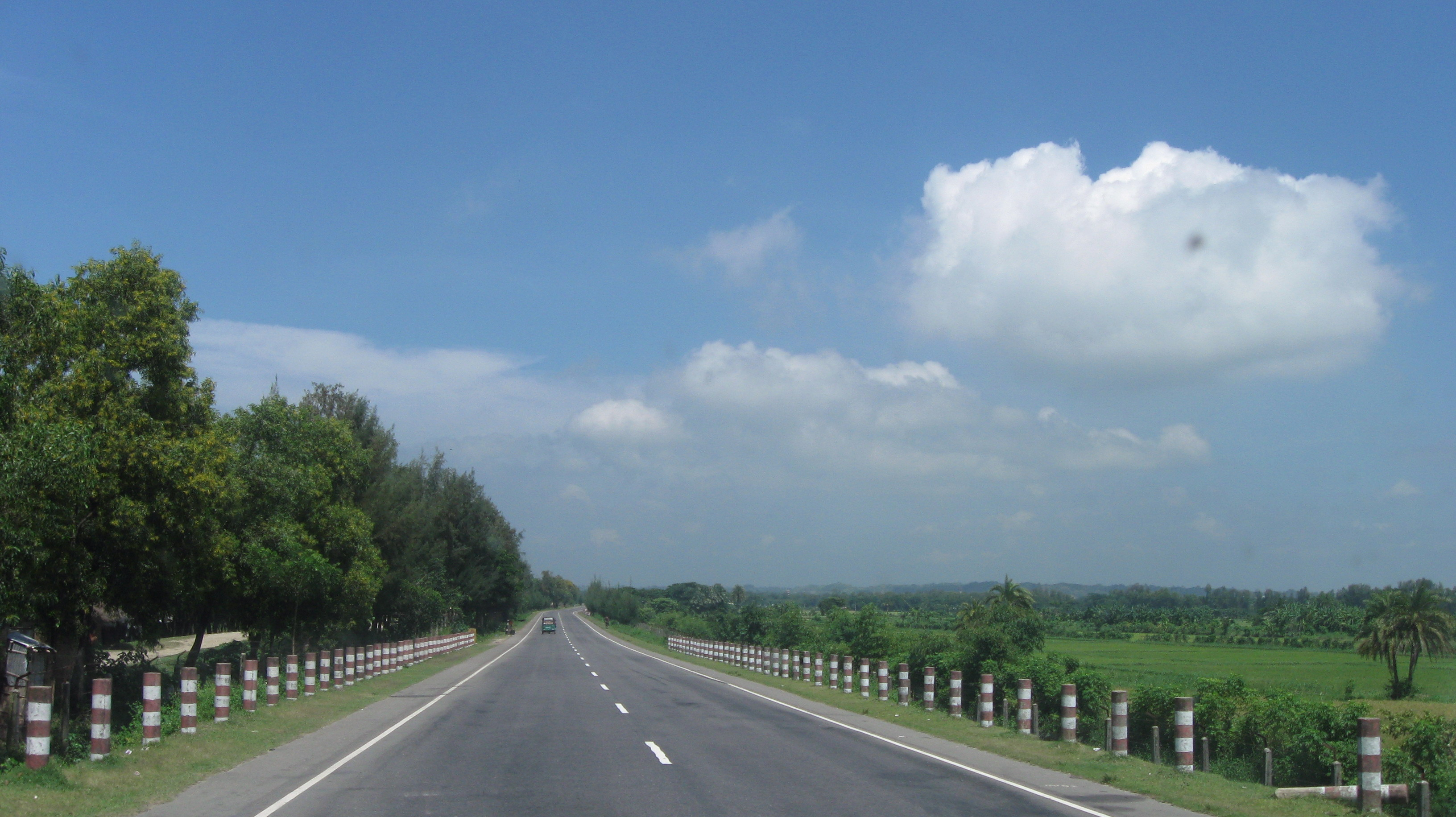

الطريق الاجتنابي أو الجانبي ويسمى أيضا الطريق العرَضي (في الجزائر) والطريق المداري (في المغرب) والتحويلة أو طريق التحويلة (في مصر) هو طريق يتجاوز منطقة حضرية أو مجمع سكني بالالتفاف من حولها بدون المرور خلالها.